# علیرضا شیخ عطار
علیرضا شیخ عطار (متولد ۱۳۳۱) سیاستمدار ایرانی است که سفیر ایران در آلمان از شهریور ۱۳۸۷ تا تیر ۱۳۹۳ بود. وی قبل از آن قائم‌مقام وزیر امور خارجه بود.

## سوابق کاری
- مهندس شرکت پلی‌اکریل (۱۳۵۶-۱۳۵۵)
- مدیرعامل شرکت پلی اکریل (۱۳۵۸-۱۳۵۶)
- معاون عمرانی استاندار کردستان (۱۳۶۰-۱۳۵۹)[۹]
- معاون سیاسی استاندار کردستان (۱۳۶۰)
- سرپرست استانداری کردستان (۱۳۶۰)
- استاندار آذربایجان غربی (۱۳۶۴-۱۳۶۰)
- معاون وزیر صنایع (۱۳۶۸-۱۳۶۴)
- مشاور وزیر امور خارجه در امور کشورهای مشترک‌المنافع (۱۳۷۱-۱۳۶۹)
- سفیر جمهوری اسلامی ایران در هند (۱۳۷۶-۱۳۷۱)
- مدیرکل وزارتی وزارت امور خارجه  ۱۳۷۷- ۱۳۷۸
- مشاور شورای عالی امنیت ملی و مدیر بخش آسیا در مرکز تحقیقات استراتژیک (۱۳۸۴- ۱۳۷۸)
- مدیرعامل مؤسسه همشهری و سردبیر روزنامه همشهری (۱۳۸۴-۱۳۸۲)
- معاونت اقتصادی وزارت امور خارجه (۱۳۸۶-۱۳۸۴)
- قائم مقام وزیر امور خارجه و معاون خاورمیانه و کشورهای مشترک‌المنافع وزارت امور خارجه (۱۳۸۷-۱۳۸۶)
- سفیر جمهوری اسلامی ایران در آلمان (۱۳۹۳-۱۳۸۷)